# Can't Give You More
Can't Give You More è una canzone della rock band inglese Status Quo, pubblicata come singolo nell'agosto del 1991.

## La canzone
È una nuova registrazione dell'omonimo brano già inciso nel 1977 per l'album Rockin' All Over the World, qui ripresentato in una diversa veste nella prospettiva di essere utilizzato nella campagna pubblicitaria di un'acqua di colonia nel Regno Unito.
Sebbene per sopravvenuti problemi dell'ultima ora gli spot programmati vengano cancellati, il brano viene ugualmente pubblicato come singolo ed incluso nel seguente album Rock 'Til You Drop.
Il pezzo va al n. 37 delle classifiche inglesi.

## Tracce
1. Can't Give You More - 3:55 - (Rossi/Young)
2. Dead in the Water  - 3:45 - (Rossi/Bown)
3. Mysteries from the Ball - 3:42 - (Rossi/Parfitt)

## Formazione
- Francis Rossi (chitarra solista, voce)
- Rick Parfitt (chitarra ritmica, voce)
- Andy Bown (tastiere, chitarra, armonica a bocca, cori)
- John 'Rhino' Edwards (basso, voce)
- Jeff Rich (percussioni)